# Scoparia adoxodes
Scoparia adoxodes là một loài bướm đêm trong họ Crambidae.